# Brienzergrat
Der steile Brienzergrat ist ein markanter Teil einer Bergkette in den Emmentaler Alpen, der zur Gemeinde Brienz gehört, und welcher – im engeren Sinne – zwischen dem Brienzer Rothorn und der Ällgäuwlicka sich insbesondere von der südlichen Seite her prominent präsentiert.

## Geographie
Der Brienzergrat trennt die Gemeinde Brienz vom luzernischen Mariental mit seinem Ski- und Kurort Sörenberg und bildet im östlichen Abschnitt einen Teil der Kantonsgrenze zum Kanton Luzern. Im weiteren Sinne wird der Begriff stellvertretend für den gesamten Gebirgszug zwischen dem Brünigpass und dem Harder Kulm verwendet, inklusive der Gabelung im Osten beim Höch Gumme nach Giswil hinunter.
Der höchste Punkt des Brienzergrats und der Emmentaler Alpen ist das Brienzer Rothorn (2350 m ü. M.). Weitere nennenswerte Gipfel sind das Tannhorn (2221 m), das Briefehörnli (2165 m), das Schnierenhireli (2070 m), das Ällgäuwhoren (2047 m) und das Gummhoren (2040 m). Die Ällgäuwlicka (1918 m) und der Wannenpass (2071 m) dienen im Sommer als Passübergänge von den Gemeinden am Brienzersee zu den nördlich des Grates gelegenen Alpweiden. Westlich vom Brienzergrat schliesst der Riedergrat an, gefolgt vom Gragge-Rächtli. Den westlichen Abschluss des gesamten Gebirgszugs bildet der Harder mit dem Harder Kulm bei Interlaken als beliebtes Ausflugsziel, das direkt mit der Standseilbahn von Interlaken her erreichbar ist.
Den südlichen Abhang des Brienzergrats entwässern zahlreiche Wildbäche, von denen einige jedoch in Trockenperioden manchmal kein Wasser führen. Zu diesen Gewässern gehören die Bachtalen, der Milibach, der Trachtbach, der Glyssibach, der Schwanderbach und der Lammbach. Ein Murgang des Glyssibachs und des Trachtbachs richtete am 23. August 2005 in Brienz grosse Schäden an. Der Milibach beschädigte beim Unwetter am 12. August 2024 mit Schutt und Schwemmholz die Bahnanlagen der Brienz-Rothorn-Bahn, die Strecke der Brünigbahn und einige Häuser in Brienz.
Grosse Gebiete mit Alpweiden über der Baumgrenze sind die Planalp und die Rotschalp.

## Tourismus
Der Brienzergrat liegt in einem Wildschutzgebiet. Das Zelten ist zum Schutze der Tier- und Pflanzenwelt verboten.

### Alpinwanderweg
Über den langen Grat verläuft ein schmaler, ausgesetzter Alpinwanderweg (T5), der nur in anspruchsvollen Tagesexkursionen zu begehen ist. Im Westteil des Grates befindet sich an der Südseite die Balmhütte des Skiclubs Ringgenberg, die wie unter einer Balm an die überhängende Felswand gebaut ist.

## Galerie

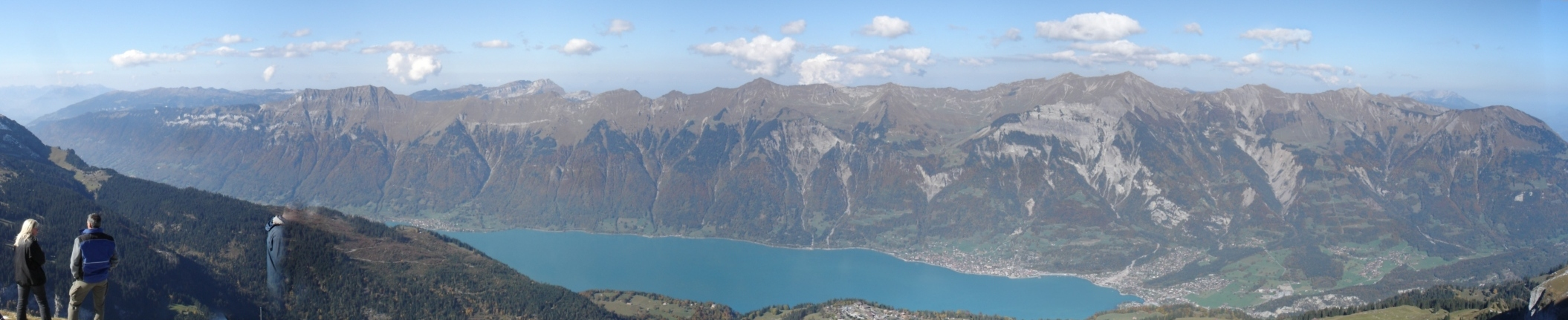
Der Brienzergrat nördlich des Brienzersees umspannt knapp etwa den zweiten Viertel des gesamten Gebirgszuges von Osten her unterteilt; von Südosten aus fotografiert.
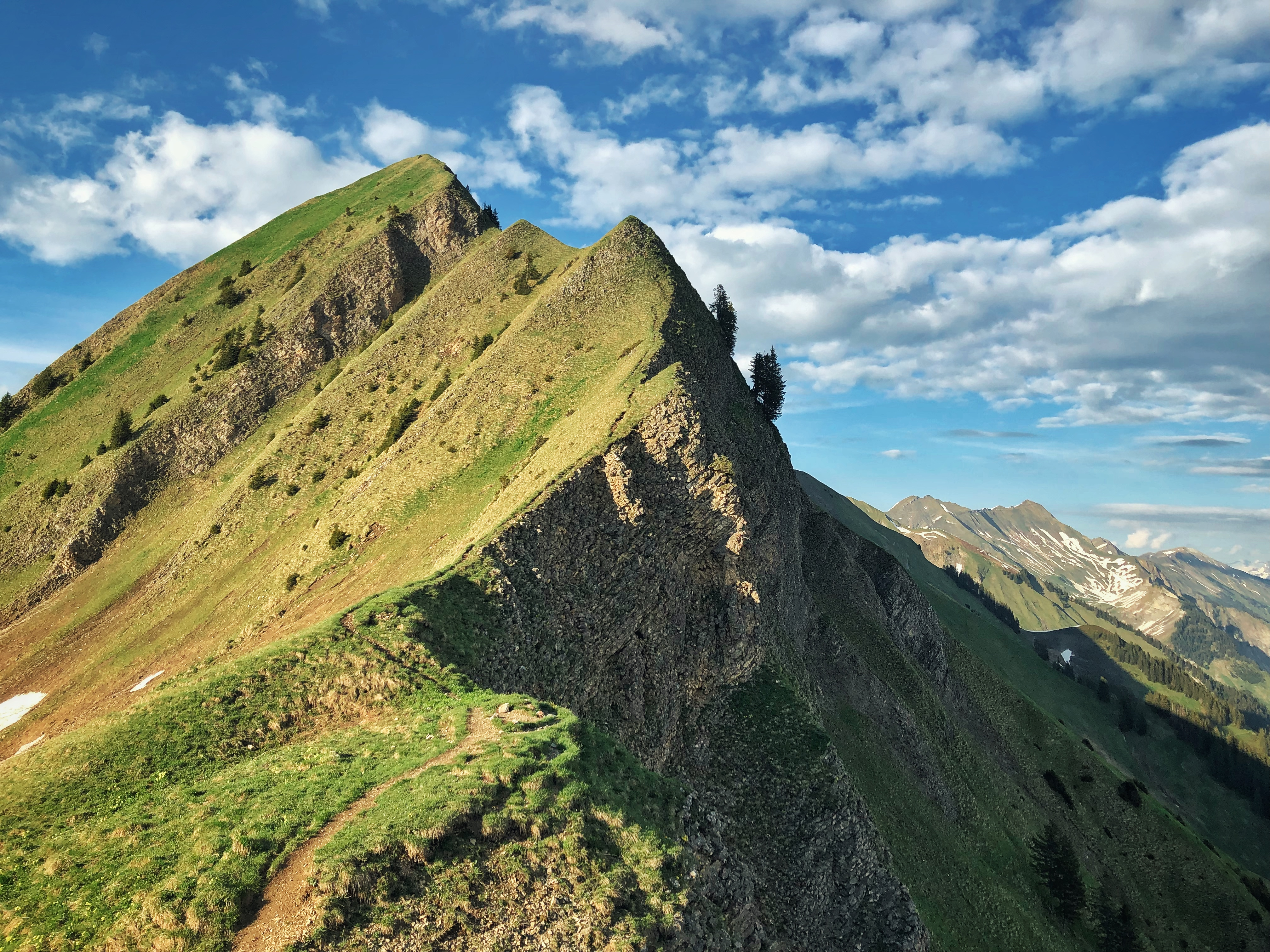
Blick von der Ällgäuwlicka nach Osten zum Ällgäuwhoren und Tannhorn. Im Hintergrund ist das Brienzer Rothorn als höchste Erhebung des Brienzergrats sichtbar.
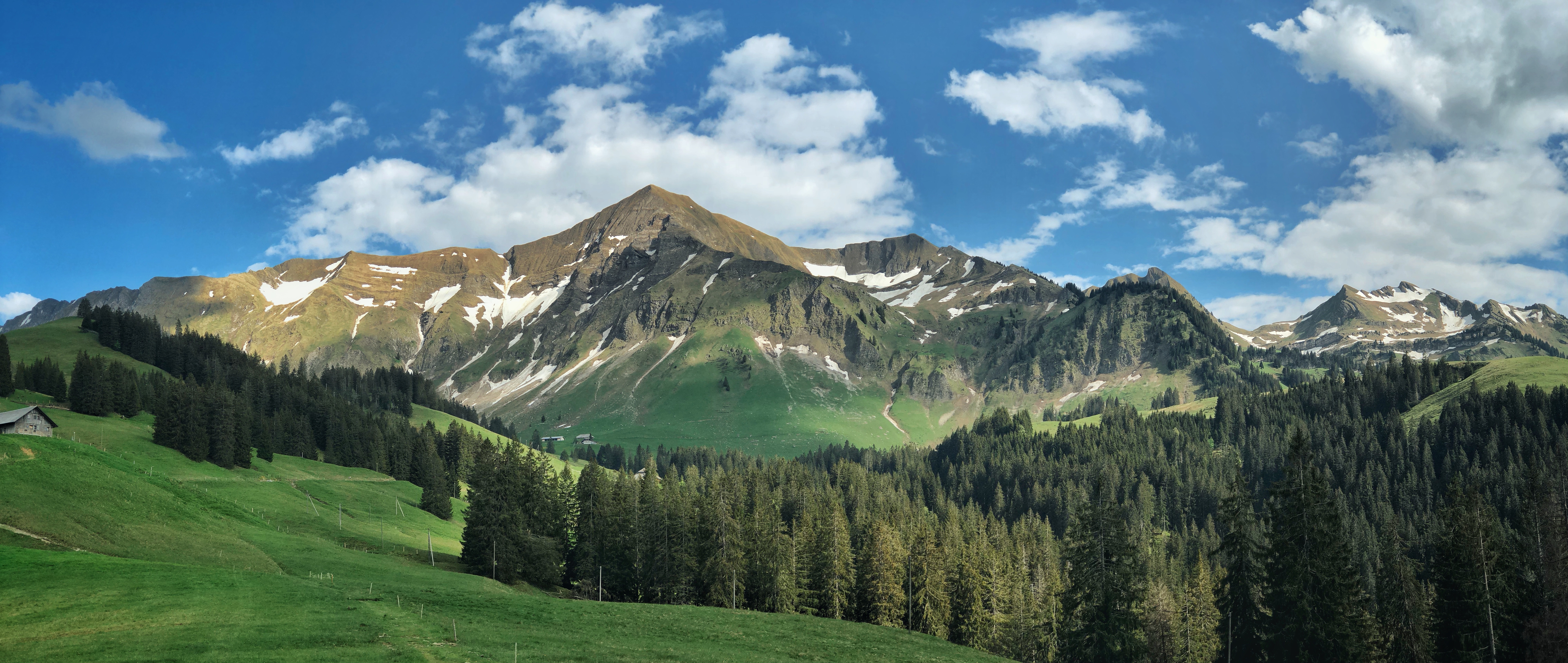
Brienzergrat von Schöniseischwand (Gemeinde Schangnau) mit Tannhorn (mittig), Allgäuwhoren, Allgäuwlicka und Schierenhireli